# Ebi Ere
Ebi Ere, né le 3 août 1981, à Tulsa, en Oklahoma, est un joueur nigérian de basket-ball. Il évolue aux postes d'arrière et d'ailier.

## Palmarès
- Champion d'Australie 2004, 2007